# Miłaków (województwo świętokrzyskie)
Miłaków – wieś sołecka w Polsce położona w województwie świętokrzyskim, w powiecie koneckim, w gminie Gowarczów.
W latach 1975–1998 miejscowość administracyjnie należała do województwa radomskiego.
| SIMC    | Nazwa        | Rodzaj             |
| ------- | ------------ | ------------------ |
| 0620837 | Duży Miłaków | część miejscowości |

Wierni kościoła rzymskokatolickiego należą do parafii Świętych Apostołów Piotra i Pawła w Gowarczowie.